# No. 6 Collaborations Project
No. 6 Collaborations Project ist das vierte Studioalbum des britischen Popsängers Ed Sheeran aus dem Jahr 2019.

## Hintergrund
Die Erstveröffentlichung von No. 6 Collaborations Project erfolgte am 12. Juli 2019 durch Atlantic Records. Es erschien gleichzeitig als CD sowie LP und setzt sich aus 15 Duetten zusammen. Ed Sheeran selbst verfasste, in Zusammenarbeit mit weiteren Koautoren, alle Kompositionen und Texte. Es handelt sich hierbei um den Nachfolger von No. 5 Collaborations Project, einer EP mit acht Duetten aus dem Jahr 2011.

## Titelliste
| #   | Titel                                                  | Länge |
| --- | ------------------------------------------------------ | ----- |
| 1.  | Beautiful People (feat. Khalid)                        | 3:17  |
| 2.  | South of the Border (feat. Camila Cabello & Cardi B)   | 3:24  |
| 3.  | Cross Me (feat. Chance the Rapper & PnB Rock)          | 3:26  |
| 4.  | Take Me Back to London (feat. Stormzy)                 | 3:09  |
| 5.  | Best Part of Me (feat. Yebba)                          | 4:03  |
| 6.  | I Don’t Care (feat. Justin Bieber)                     | 3:39  |
| 7.  | Antisocial (feat. Travis Scott)                        | 2:41  |
| 8.  | Remember the Name (feat. Eminem & 50 Cent)             | 3:27  |
| 9.  | Feels (feat. Young Thug & J Hus)                       | 2:30  |
| 10. | Put It All on Me (feat. Ella Mai)                      | 3:17  |
| 11. | Nothing on You (feat. Paulo Londra & Dave)             | 3:20  |
| 12. | I Don’t Want Your Money (feat. H.E.R.)                 | 3:24  |
| 13. | 1000 Nights (feat. Meek Mill & A Boogie wit da Hoodie) | 3:32  |
| 14. | Way to Break My Heart (feat. Skrillex)                 | 3:10  |
| 15. | Blow (feat. Chris Stapleton & Bruno Mars)              | 3:29  |

## Rezension
Stefan Mertlik, Kritiker bei laut.de, schrieb zum Album: „[...]Mindestens einen Hördurchganglang begeistert No.6 Collaborations Project "allein mit seinem Wundertüten-Charakter. Das poppige Songwriting, die eingängigen Refrains – alles noch da. Wer Sheeran bisher mied, kann sich mit No.6 Collaborations Project dennoch herantasten.“

## Kommerzieller Erfolg

### Chartplatzierungen
| ChartsChartplatzierungen       | Höchstplatzierung | Wochen |
| ------------------------------ | ----------------- | ------ |
| Deutschland (GfK)              | 2 (46 Wo.)        | 46     |
| Österreich (Ö3)                | 1 (49 Wo.)        | 49     |
| Schweiz (IFPI)                 | 1 (48 Wo.)        | 48     |
| Vereinigte Staaten (Billboard) | 1 (73 Wo.)        | 73     |
| Vereinigtes Königreich (OCC)   | 1 (159 Wo.)       | 159    |

| ChartsJahrescharts (2018)    | Platzierung |
| ---------------------------- | ----------- |
| Vereinigtes Königreich (OCC) | 2           |

| ChartsJahrescharts (2019)      | Platzierung |
| ------------------------------ | ----------- |
| Deutschland (GfK)              | 8           |
| Österreich (Ö3)                | 14          |
| Schweiz (IFPI)                 | 10          |
| Vereinigte Staaten (Billboard) | 35          |
| Vereinigtes Königreich (OCC)   | 7           |

| ChartsJahrescharts (2020)      | Platzierung |
| ------------------------------ | ----------- |
| Vereinigtes Königreich (OCC)   | 44          |
| Vereinigte Staaten (Billboard) | 61          |

| ChartsJahrescharts (2021)    | Platzierung |
| ---------------------------- | ----------- |
| Vereinigtes Königreich (OCC) | 95          |

### Auszeichnungen für Musikverkäufe
| Land/Region                  | Auszeichnungen für Musikverkäufe (Land/Region, Auszeichnung, Verkäufe) | Verkäufe  |
| ---------------------------- | ---------------------------------------------------------------------- | --------- |
| Australien (ARIA)            | 2× Platin                                                              | 140.000   |
| Belgien (BRMA)               | Gold                                                                   | 10.000    |
| Brasilien (PMB)              | Platin                                                                 | 40.000    |
| Dänemark (IFPI)              | 3× Platin                                                              | 60.000    |
| Deutschland (BVMI)           | Platin                                                                 | 200.000   |
| Frankreich (SNEP)            | Platin                                                                 | 100.000   |
| Italien (FIMI)               | Platin                                                                 | 50.000    |
| Kanada (MC)                  | 4× Platin                                                              | 320.000   |
| Neuseeland (RMNZ)            | 5× Platin                                                              | 75.000    |
| Niederlande (NVPI)           | Platin                                                                 | 40.000    |
| Österreich (IFPI)            | Platin                                                                 | 15.000    |
| Polen (ZPAV)                 | Platin                                                                 | 20.000    |
| Singapur (RIAS)              | Platin                                                                 | 10.000    |
| Spanien (Promusicae)         | Gold                                                                   | 20.000    |
| Ungarn (MAHASZ)              | Platin                                                                 | 4.000     |
| Vereinigte Staaten (RIAA)    | Platin                                                                 | 1.000.000 |
| Vereinigtes Königreich (BPI) | 3× Platin                                                              | 900.000   |
| Insgesamt                    | 2× Gold · 27× Platin ·                                                 | 3.004.000 |

Hauptartikel: Ed Sheeran/Auszeichnungen für Musikverkäufe